# Jodłowa (gmina)

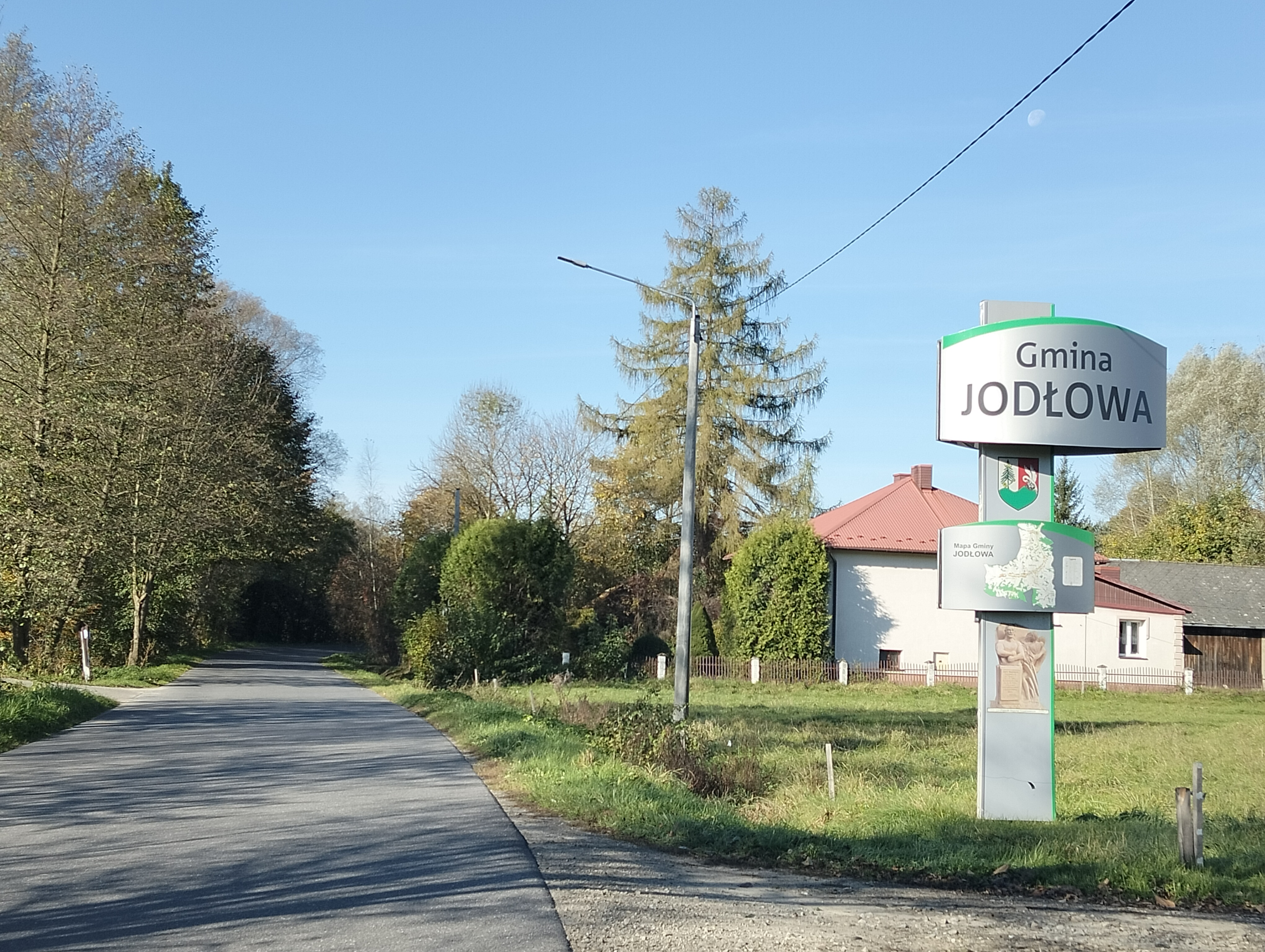
Wjazd na teren gminy od wschodu

Jodłowa – gmina wiejska w województwie podkarpackim, w powiecie dębickim z siedzibą w Jodłowej.

## Historia
Pierwsze wzmianki o miejscowościach dzisiejszej gminy pochodzą z XIV wieku, w czasach I Rzeczypospolitej teren ten był częścią powiatu bieckiego w województwie krakowskim oraz powiatu pilzneńskiego w województwie sandomierskim.
| Województwo   | Miejscowość |
| ------------- | ----------- |
| krakowskie    | Dębowa      |
| krakowskie    | Jodłowa     |
| sandomierskie | Dęborzyn    |
| sandomierskie | Dzwonowa    |
| sandomierskie | Zagórze     |

W wyniku rozbiorów ziemie te zostały włączone do państwa Habsburgów, gdzie po reformie w 1773 były częścią dystryktu Tarnów w cyrkule pilzneńskim(niem. Kreis Pilzno). Reforma administracji z 1782 roku zaliczyła je do cyrkułu Dukla(od 1791 cyrkuł Jasło). Po kolejnej dużej reformie z 1850 stały się częścią Bezirk Brzostek w Kreis Jaslo, a w 1867 Kreis Pilzno.
Po odzyskaniu przez Polskę niepodległości gmina byłą częścią powstałego na bazie Kreis Pilzno powiatu pilźnieńskiego znajdującego się w granicach województwa krakowskiego. Po zniesieniu powiatu pilzneńskiego w 1932 roku gmina stała się częścią powiatu jasielskiego.

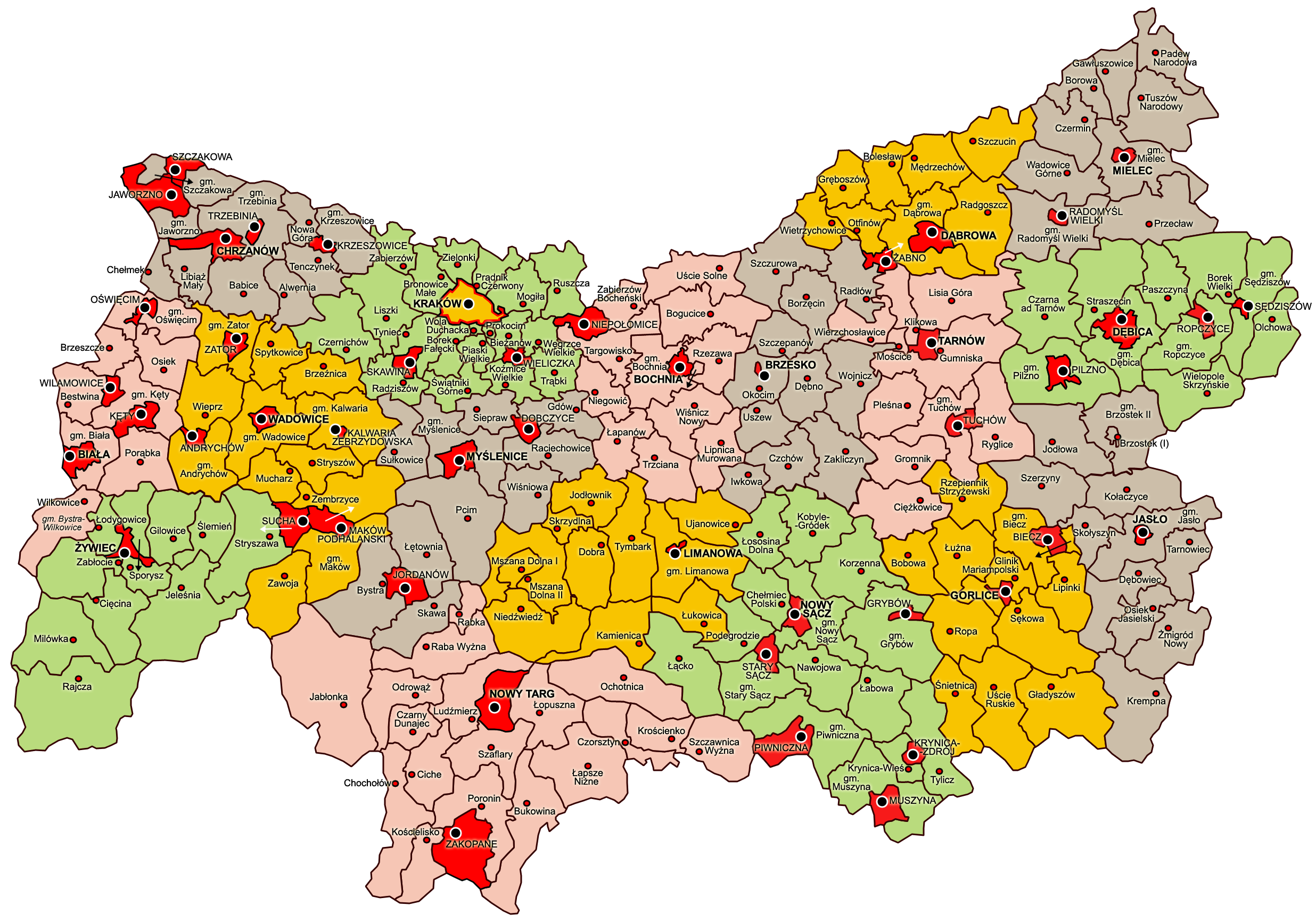
Mapa województwa krakowskiego z zaznaczoną gminą Jodłowa w powiecie jasielskim

Administracja niemiecka w Generalnym Gubernatorstwie na tych terenach ustanowiła powiat jasielski(niem. Landkeris Jaslo) w dystrykcie krakowskim(niem. Distrikt Krakau).
Po zakończeniu II wojny światowej gmina weszła w skład powiatu jasielskiego w utworzonym województwie rzeszowskim.
W 1954 na podstawie reformy reorganizującej administrację wiejską zlikwidowano gminy, a w ich miejsce powołano gromady. Obszar zajmowany przez ówczesną gminę został podzielony pośród trzy gromady: Jodłowa, Zagórze(włączona do gromady Jodłowa w 1960) oraz Błażkowa(w 1969, w wyniku likwidacji jednostki, do gromady Jodłowa włączono wieś Dębowa).
W rezultacie reformy administracji w 1973 ponownie utworzono gminę Jodłowa, która znajdowała się w ówczesnym powiecie jasielskim. Między 1975 a 1999 gmina należała do województwa tarnowskiego. Od czasu utworzenia 16 województw gmina leży w powiecie dębickim w województwie podkarpackim.

## Położenie
Gmina znajduje się na Pogórzu Ciężkowickim; jej obszar rozciąga się pomiędzy garbami okalającymi dolinę rzeki Jodłówki wpadającej do Wisłoki.
Podział administracyjny sytuuje gminę na zachodnich rubieżach województwa podkarpackiego; od zachodu graniczy ona z gminami województwa małopolskiego.

## Struktura powierzchni
Według danych z roku 2002 gmina Jodłowa ma obszar 59,86 km², w tym:
- użytki rolne: 69%
- użytki leśne: 21%

Gmina stanowi 7,71% powierzchni powiatu.

## Miejscowości
W skład gminy wchodzi 5 miejscowości podzielonych na 7 sołectw.
| Sołectwo       | Wieś     | Mieszkańcy | Powierzchnia [ha] |
| -------------- | -------- | ---------- | ----------------- |
| Dęborzyn       | Dęborzyn | 386        | 415,5             |
| Dębowa         | Dębowa   | 579        | 813,82            |
| Dzwonowa       | Dzwonowa | 343        | 373,61            |
| Jodłowa Dolna  | Jodłowa  | 2539       | 2044              |
| Jodłowa Górna  | Jodłowa  | 986        | 1358              |
| Jodłowa Wisowa | Jodłowa  | 466        | 680               |
| Zagórze        | Zagórze  | 296        | 306,19            |

## Demografia
mężczyźni
     kobiety

Ludność gminy wg płci(2019)
mężczyźni
kobiety

Na koniec roku 2019 gminę zamieszkiwało 5359 mieszkańców, z czego na każdą kobietę przypadało 1,03 mężczyzny. Gęstość zaludnienia wyniosła 90 osób/km².
W roku 2019 gmina odnotowała ujemny wskaźnik przyrostu naturalnego(-10 osób) oraz ujemne saldo migracji(-30 osób) – od roku 1995 gmina straciła 4,78% mieszkańców.
Średni wiek mieszkańców wyniósł 39,7 roku(2019), a dystrybucje ludności w grupach wiekowych ukazuje poniższy wykres(2014).
Średni dochód na mieszkańca w roku 2002 wyniósł 1210,09 zł.

## Religia
Przed II wojną światową działała gmina żydowska, która posiadała drewnianą synagogę na jodłowskim rynku oraz cmentarz w Jodłowej-Wisowej. Synagoga została zniszczona podczas II wojny światowej, a większość społeczności żydowskiej zamordowano.
Obecnie teren gminy znajduje się w diecezji tarnowskiej kościoła katolickiego; teren ten dzielą między siebie trzy parafie dekanatu Pilzno:
- Parafia św. Stanisława – kościół parafialny w Jodłowej Dolnej oraz kościoły filialne w Dębowej i Jodłowej Wisowej,
- Parafia Trójcy Przenajświętszej – kościół parafialny w Jodłowej Górnej,
- Parafia w Przeczycy – kościół filialny w Zagórzu.

## Edukacja
Na terenie gminy działa 6 publicznych placówek oświatowych: 5 szkół podstawowych oraz zespół szkół ponadpodstawowych.

## Kultura

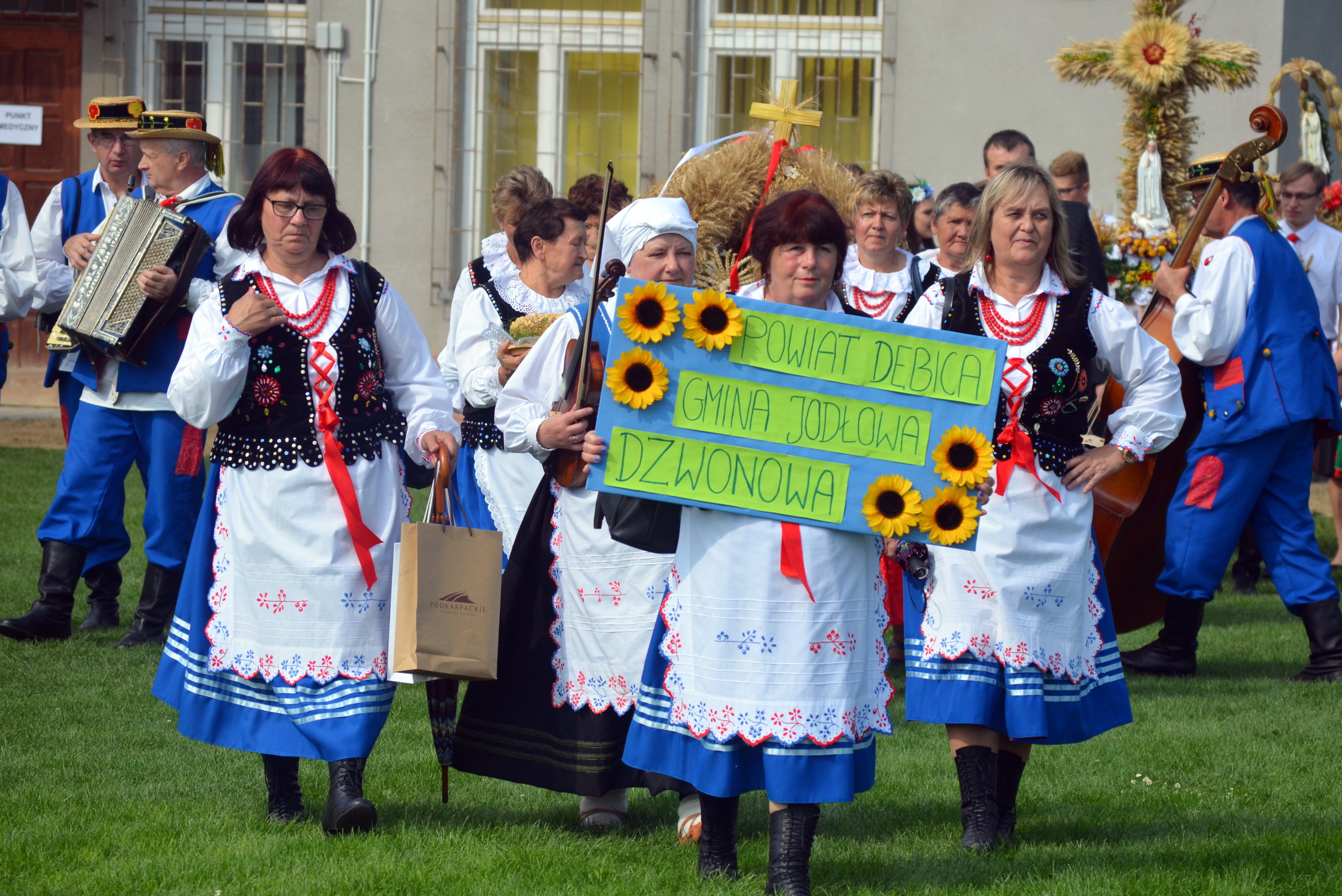
Koło Gospodyń Wiejskich w Dzwonowej podczas dożynek

Gminne Centrum Kultury i Czytelnictwa zajmuje się organizacją okolicznościowych konkursów, wystaw oraz spotkań z twórcami kultury, a także wydarzeń sportowych. Stałymi grupami działającymi przy GCKiCz są: kapela „Jodłowianie”, Orkiestra Dęta OSP oraz Klub Seniora. W ramach placówki działa biblioteka publiczna oraz Centrum Edukacji Ekologicznej.
Kultywowanie rodzimych tradycji podtrzymuje pięć kół gospodyń wiejskich, które zajmują się organizacją festynów oraz popularyzowaniem wiedzy o zwyczajach ludowych.

## Zabytki

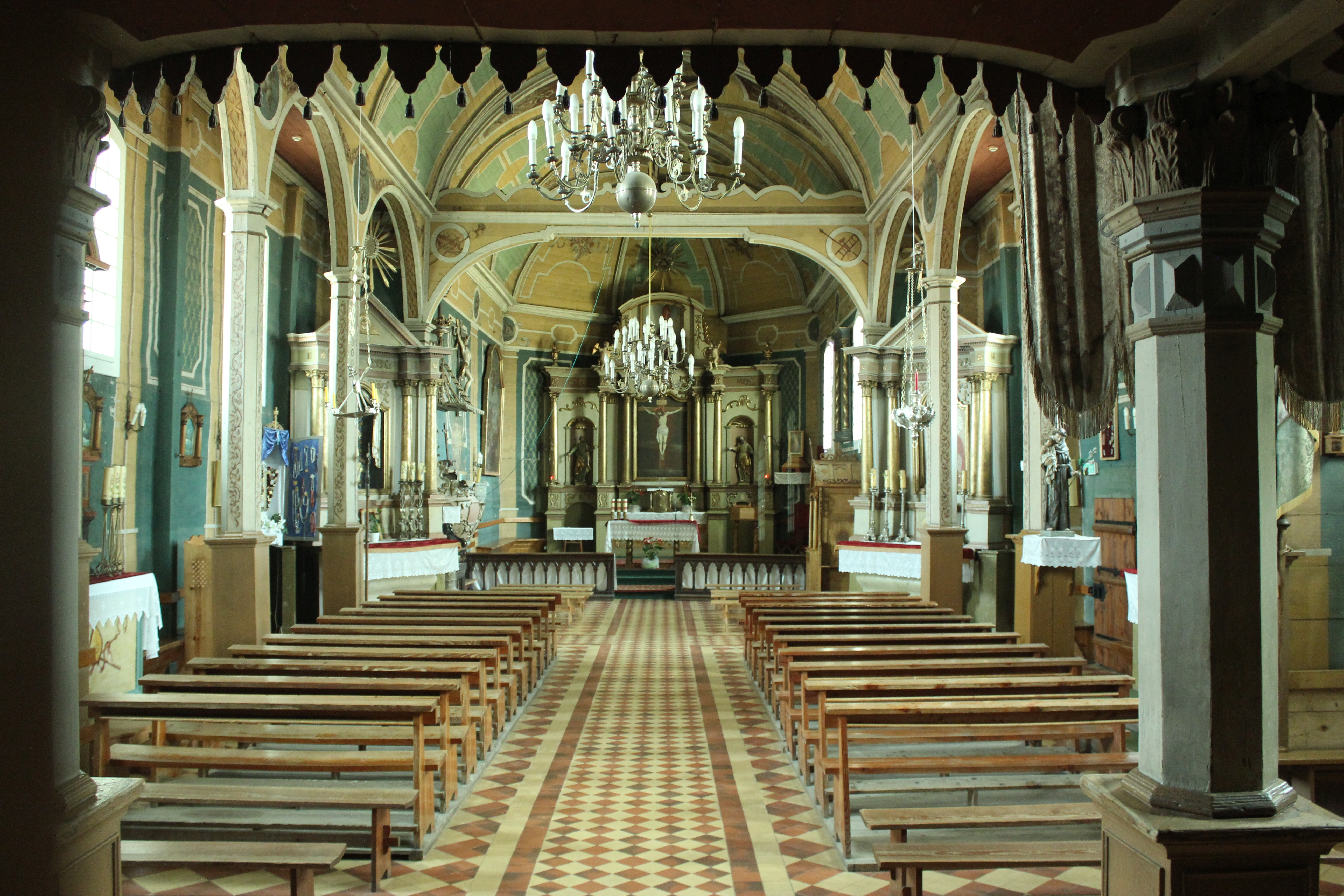
Wnętrze kościoła pw św. Stanisława BM

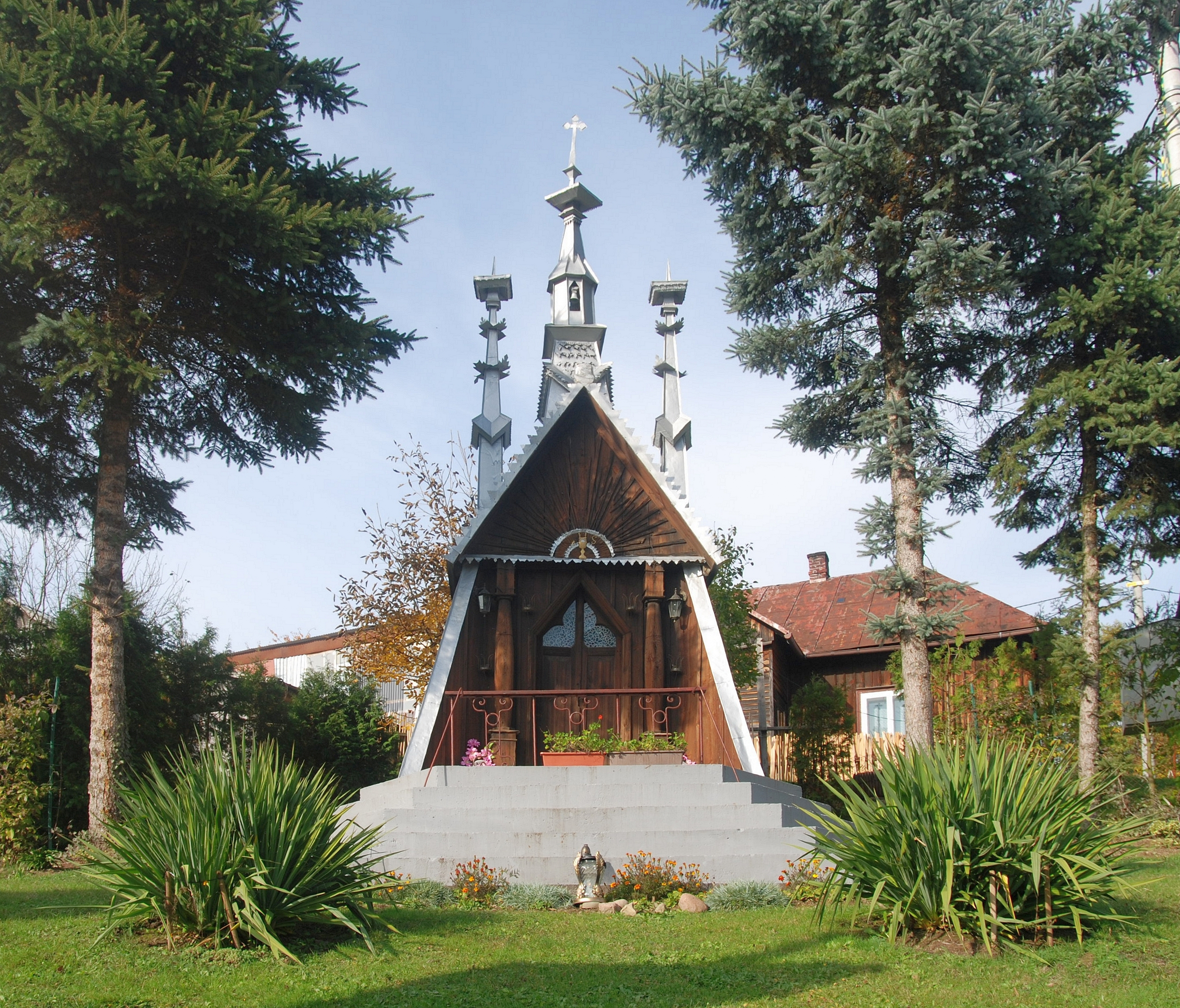
Zabytkowa kaplica

Rejestr zabytków Narodowego Instytutu Dziedzictwa wyróżnia następujące zabytki nieruchome na terenie gminy Jodłowa:
- Kościół pw św. Stanisława BM wraz z
  - dzwonnicą,
  - ogrodzeniem,
  - cmentarzem kościelnym;
- drewniana kaplica przydrożna – XX-wieczny zabytek architektury sakralnej;
- drewniana chałupa – nieistniejący już zabytek architektury wiejskiej z XIX wieku.

Ponadto na terenie gminy znajdują się inne obiekty historyczne warte odnotowania:
- cmentarz wojenny nr 230 w Dęborzynie,
- cmentarz wojenny nr 231 w Jodłowej,
- cmentarz wojenny nr 232 w Jodłowej,
- cmentarz żydowski w Jodłowej-Wisowej,
- kościół pw. bpa Mikołaja – XIX-wieczna kaplica cmentarna.

## Przyroda
Na obszarze obejmującym ok. 42% terenu gminy znajduje się część Parku Krajobrazowego Pasma Brzanki.

## Turystyka
Przez gminę prowadzi  Szlak Trzech Pogórzy – prowadzący z Siedlisk do Dynowa przez trzy pogórza: Ciężkowickie, Strzyżowskie i Dynowskie.

## Sąsiednie gminy
Brzostek, Brzyska, Pilzno, Ryglice, Szerzyny